# Hipparchia (vlinder)
Hipparchia is een geslacht van vlinders in de familie Nymphalidae.

## Soorten
- Hipparchia alcyone (Denis & Schiffermüller, 1775) - Kleine boswachter
- Hipparchia algirica Oberthür, 1876
- Hipparchia aristaeus (Bonelli, 1826) - Zuidelijke heivlinder
- Hipparchia aturia Fruhstorfer, 1910
- Hipparchia autonoe (Esper, 1784)
- Hipparchia azorinus (Strecker, 1899)
- Hipparchia bacchus Higgins, 1967
- Hipparchia blachieri (Frühstorfer, 1908)
- Hipparchia caroli (Rothschild, 1933)
- Hipparchia christenseni Kudrna, 1977 - Karpathosheivlinder
- Hipparchia cretica (Rebel, 1916) - Kretaheivlinder
- Hipparchia cypriensis (Holik, 1949)
- Hipparchia delattini Kudrna, 1975
- Hipparchia ellena (Oberthür, 1894)
- Hipparchia fagi (Scopoli, 1763) - Grote boswachter
- Hipparchia fatua (Feryer, 1844) - Donkere heivlinder
- Hipparchia fidia (Linnaeus, 1767) - Gestreepte heivlinder
- Hipparchia gomera Higgins, 1967
- Hipparchia hansii (Austaut, 1879)
- Hipparchia hermione (Linnaeus, 1764)
- Hipparchia leighebi Kudrna, 1976
- Hipparchia maderensis (Bethune-Baker, 1891)
- Hipparchia mersina (Staudinger, 1871) - Egeïsche heivlinder
- Hipparchia miguelensis (Le Cerf, 1935)
- Hipparchia minerva (Hemming, 1934)
- Hipparchia neapolitana (Stauder, 1921)
- Hipparchia neomiris (Godart, 1824) - Corsicaanse heivlinder
- Hipparchia parisatis (Kollar, 1849)
- Hipparchia pellucida (Stauder, 1924) - Turkse heivlinder
- Hipparchia pisidice (Klug, 1832)
- Hipparchia powelli (Oberthür, 1910)
- Hipparchia sbordonii Kudrna, 1984
- Hipparchia semele (Linnaeus, 1758) - Heivlinder
- Hipparchia senthes (Fruhstorfer, 1908)
- Hipparchia statilinus (Hufnagel, 1766) - Kleine heivlinder
- Hipparchia stulta (Staudinger, 1882)
- Hipparchia syriaca (Staudinger, 1871) - Balkanboswachter
- Hipparchia tamadabae Owen & Smith, 1992
- Hipparchia tewfiki (Wiltshire, 1949)
- Hipparchia tilosi (Manil, 1984)
- Hipparchia turcmenica (Heydemann, 1942)
- Hipparchia volgensis (Mazochin-Porshnjakov, 1952) - Balkanheivlinder
- Hipparchia wyssii (Christoph, 1889)